# 孟都縣
孟都縣，為緬甸若開邦轄下的縣，其區域面積為3,691.8平方公里，2014年人口96,330人。該縣下分2個鎮區。孟都為該縣之首府。
當地的穆斯林族群羅興亞人被緬甸政府指企圖把此地併入孟加拉國。

## 行政区划
孟都縣下辖2鎮區：
- 布迪当镇区（Buthidaung Township）
- 孟都镇区（Maungdaw Township）